# Himna Furlanije
Srečanje ob jutrišnjem dnevu (furlansko Incuintri al doman) je Himna Furlanije (furlansko Imni dal Friûl). Uglasbil jo je Valter Silvilotti, ubesedil pa Renato Stroili Gurisatti. Kot himno so jo sprejeli leta 2017.

## Besedilo
| Furlansko | Slovenski prevod | Italijanski prevod |
| In alt o fradis, o int di Aquilee, devant da la Storie, di front dal doman. Sin flame che e vîf pes stradis dal mont sin non di une Patrie, sin fîs dal Friûl. Scolte o Friûl, o tiere di libars, di lenghis e popui sês cjase di pâs. Dai secui i paris nus clamin adun a fâsi lidrîs di un unic destin. In alt o Friûl, o Patrie mê sante, di fuarce e sperance si viest la tô int. Un popul sigûr che al cjamine te lûs incuintri al doman, incuintri ai siei fîs. | Visoko, o bratje, o ljudje iz Ogleja, pred zgodovino, pred jutrišnjim dnem. Smo plamen, ki živi na ulicah sveta Mi smo ime domovine, mi smo sinovi Furlanije. Poslušaj o Furlanija, o dežela svobodnih, jezikov in ljudstev si bivališče miru. Stoletja so nas očetje klicali skupaj ustvariti korenine ene same usode. Visoko o Furlanija, o moja sveta domovina, tvoji ljudje se oblečejo z močjo in upanjem. Samozavestni ljudje, ki hodijo v luči srečanje jutri, srečanje z njegovimi sinovi. | In alto o fratelli, o gente d'Aquileia, davanti alla Storia, di fronte al domani. Siamo fiamma che vive per le strade del mondo Siamo nome d'una Patria, siamo figli del Friuli. Ascolta o Friuli, o terra di liberi, di lingue e popoli sei dimora di pace. Dai secoli i padri ci chiamano insieme a farci radici di un solo destino. In alto o Friuli, o Patria mia santa, di forza e speranza si veste la tua gente. Un popolo sicuro che cammina nella luce incontro al domani, incontro ai suoi figli. |